# Armin Mustedanović
Armin Mustedanović (Brčko, 26 aprile 1986) è un pallavolista bosniaco, schiacciatore dell'Arhavi.

## Carriera

### Club
Armin Mustedanović inizia a giocare a pallavolo nella squadra della sua città natale, lo Jedinstvo Brčko; nella stagione 2007-08 passa al Kakanj e vince il campionato e la coppa nazionale. Al termine di questa esperienza gioca nella Ligue A francese, dove viene ingaggiato dal Cannes nella stagione 2008-09; viene successivamente ceduto al Brive, club militante nella seconda divisione nazionale.
Nella stagione 2010-11 torna in patria e, ancora con la maglia del Kakanj, vince per due volte consecutive sia il campionato che la Coppa di Bosnia ed Erzegovina, prima di tentare una nuova esperienza all'estero, questa volta in Turchia, dove disputa un campionato con il TED Ankara e un'annata con l'İstanbul BB. Per il campionato 2014-15 viene ingaggiato dal Beijing, club militante nella Chinese Volleyball League.
Dopo un travagliato ritorno in Turchia con la maglia del Şahinbey, segnato dal ritiro della squadra a campionato in corso, e una breve esperienza negli Emirati Arabi Uniti all'Al Shabab, viene ingaggiato in Italia dal Molfetta per disputare i play-off scudetto della Serie A1 2015-16.
Nella stagione successiva si accasa alla formazione tedesca del Friedrichshafen, con cui si aggiudica la Supercoppa tedesca e la Coppa di Germania, mentre nell'annata successiva veste la maglia dell'Afyon, nella Efeler Ligi turca, dove milita anche nel campionato 2018-19, difendendo però i colori dell'Arhavi.

### Nazionale
Nel 2009 riceve le prime convocazioni nella nazionale bosniaca, difendendone i colori fino al 2014.

## Palmarès

### Club
- Campionato bosniaco: 3

2007-08, 2010-11, 2011-12
- Coppa di Bosnia ed Erzegovina: 3

2007-08, 2010-11, 2011-12
- Coppa di Germania: 1

2016-17
- Supercoppa tedesca: 1

2016